# إيسيإي يوشيمي
إيسيإي يوشيمي (باليابانية: 吉見 一星) (16 يونيو 1982 في ياماغاتا في اليابان – )؛ هو لاعب كرة قدم ياباني سابق كان يلعب كلاعب وسط.

## وصلات خارجية
- إيسيإي يوشيمي على موقع رابطة كرة القدم اليابانية للمحترفين (اليابانية)